# 8134 Minin
8134 Minin eller 1978 SQ7 är en asteroid i huvudbältet som upptäcktes den 26 september 1978 av den sovjetisk-ryska astronomen Ljudmila Zjuravljova vid Krims astrofysiska observatorium på Krim. Den är uppkallad efter Kuz'ma Minich Zakhar'ev Sukhorukij.
Asteroiden har en diameter på ungefär 4 kilometer.